# Condado de Fayette (Indiana)
O Condado de Fayette é um dos 92 condados do estado americano de Indiana. A sede do condado é Connersville, e sua maior cidade é Connersville. O condado possui uma área de 557 km² (dos quais 0 km² estão cobertos por água), uma população de 25 588 habitantes, e uma densidade populacional de 46 hab/km² (segundo o censo nacional de 2000). O condado foi fundado em 1819.